# 砂川村B29爆撃機墜落事故
砂川村B29爆撃機墜落事故（すながわむらビーにじゅうきゅうばくげききついらくじこ）は、1951年（昭和26年）11月18日に横田基地を離陸したB29爆撃機が、東京都北多摩郡砂川村へ墜落、15名が死亡した事故である。

## 事故概要
1951年（昭和26年）11月18日午後6時30分頃、米軍横田基地を爆弾を積んで離陸したB29爆撃機が、砂川村西砂川（現・立川市西砂町）に墜落した。爆弾が誘爆すると共に燃料のガソリンにも引火し、機体は粉砕され激しく炎上した。この時の爆風により墜落地点より半径1000 m以内の都営住宅、昭和飛行機工業社員住宅、農家、小学校など、100棟を超える建物で窓ガラスが割れたり、雨戸が外れて落ちたりする被害が出た。
墜落後、直ぐに警察（立川地区署）、福生、拝島、昭和、瑞穂など各町村の消防団が現場へ急行、消火と負傷者救護に当たった。爆撃機乗員は全員無事であったが、誘爆により横田基地の消防隊員10名と基地周辺住民5名が死亡した。当初、警察（立川地区署）の発表では墜落地点近傍の家屋3棟が全焼、また爆風で付近の家屋26棟が全半壊の被害であったが、その後の砂川村役場より家屋36棟が全壊との発表もある（共に1951年（昭和26年）・朝日新聞朝刊記事）。
また、墜落後5分ほどして再度大きな爆発が起きたとの証言もあった。米軍横田基地は現場にはまだ不発弾が多数ある可能性が高いとして、立川地区署を通じ、墜落地点を中心に半径1 km以内の住民に即刻退避を勧告した。

## 事故の影響
- 墜落現場からm km以上離れた青梅線拝島駅でも窓ガラス数十枚が割れるなどの被害が出た。
- 事故発生時に、拝島村立拝島小学校（現・昭島市立拝島第一小学校）校内で映画上映会をしていたところ、この爆風の衝撃で児童らが「原子爆弾だ」と騒然となったという。